# Don't Worry, Be Happy
"Don't Worry, Be Happy" är en sång av Bobby McFerrin. Den blev i september 1988 den första a cappella som nådde förstaplats på Billboard Hot 100, där den stannade i två veckor. Den vann även 1989 års Grammy Awards-pris för årets sång, årets inspelning och årets manliga röstinsats inom populärmusiken. Inspelningen innehåller inga instrument - allt som förekommer i sången är röstljud som McFerrin spelat in och som sedan mixats ihop under produktionsarbetet. Låten finns med i TV-spelet Just Dance 2015.